# Чон Сок Хо
Чон Сок Хо (кор. 전석호; род. 2 мая 1984, Сеул, Республика Корея) — южнокорейский актёр, получивший известность благодаря роли судьи Чо Бом Баля в телесериале «Королевство зомби» (2019—2020) и Чхве У Сока в телесериале «Игра в кальмара» (2024—2025). Также снимался в сериалах «Неудавшаяся жизнь» (2014), «Хорошая жена» (2016) и «Сильная женщина То Бон Сун» (2017).

## Ранние годы
Сок Хо родился 2 мая 1984 года в Сеуле. В 2001 году он впервые появился на телевидении, снявшись в драме EBS «Школьная история». В 2003 году он поступил на факультет театра и кино Университета Ханянг, где, по его словам, благодаря вдохновляющим преподавателям и наставникам из числа старшекурсников, он по-настоящему полюбил театр. Именно тогда он осознал, что хочет посвятить этой профессии всю свою жизнь.

## Карьера
В феврале 2010 года Сок Хо, вместе с другими выпускниками театрального факультета Университета Ханянг Пак Дон Ук и Пак Сон Хи, отправились в месячное путешествие по Индии. По возвращении они приступили к совместной работе над спектаклем «India Blog». Постановка была представлена в июне 2011 года на сцене театра Yeonwoo Small Theater (вместимостью 80 мест), расположенного в районе Тэханно в Сеуле. Режиссёром выступил Пак Сон Хи. Спектакль «India Blog», ставший для Сок Хо одной из первых работ после окончания университета, получил положительный отклик и стал кассовым хитом.
Позже Сок Хо вновь объединился со своими товарищами Пак Дон Ук и Пак Сон Хи для совместной работы в пьесах «Турецкие блюзы» и «Булёнсонин».
В 2014 году Сок Хо дебютировал в полнометражном кино, исполнив главную роль в фильме режиссёра Но Янг Сока «Intruders». По словам режиссёра, выбор актёра на главную роль был осознанным: «Поскольку он не является широко известным, зрители будут воспринимать его более непредвзято. Когда в фильме снимается знаменитый актёр, зрители зачастую оценивают персонажа через призму его предыдущих ролей. Я искал нового человека, и, увидев Чон Сок Хо в спектакле «India Blog», был впечатлён его естественной и выразительной игрой».
Актер  исполнил одну из ролей в телесериале «Неудавшаяся жизнь», основанном на популярном Вебтуне «Misaeng» Юна Тэ Хо. Дорама транслировалась на телеканале tvN. Сок Хо сыграл персонажа по имени Ха Сон Чжун (также известного как Ха Дэ Ри) —  начальника, оказывающего пристальное внимание сотруднице Ан Ён И, в исполнении Кан Сора. Его персонаж сыграл важную роль в усилении драматического напряжения и эмоционального вовлечения зрителей в сюжет сериала.
В 2019 году Сок Хо  исполнил роль Чо Бом Паля в оригинальном сериале канала Netflix «Королевство зомби», сценаристом которого выступила Ким Ын Хи. Его персонаж, наделённый добродушием, но лишённый решительности и компетентности, был представлен как трусливый и наивный чиновник. В ходе развития сюжета, начиная с первого сезона и до второго, образ Чо Бом Паля претерпевает значительные изменения, демонстрируя личностный рост и постепенное преодоление внутренних слабостей.
В 2024 году актёр сыграл Чхве У Сока во втором сезоне сериала «Игра в кальмара», вышедшего на канале Netflix. За первые три дня после выхода на сервисе второй сезон собрал 68 миллионов просмотров, превысив наиболее высокий показатель премьерной аудитории Netflix, который был зафиксирован у первого сезона — 50,1 миллиона просмотров за неделю после премьеры. В июле 2024 года, ещё до выхода второго сезона, сериал был продлён на финальный третий сезон, премьера которого состоялась 27 июня 2025 года, где Чон повторил свою роль.

## Фильмография
| Год  | Название                              | Роль          |
| ---- | ------------------------------------- | ------------- |
| 2014 | Intruders                             | Сан Джин      |
| 2016 | Familyhood                            | Директор Пак  |
| 2016 | Seondal: The Man Who Sells the River  | И Ван         |
| 2017 | Осознанное сновидение                 | Чхве Кён Хван |
| 2017 | Комната №7                            | детектив Ву   |
| 2018 | Мисс Пэк                              | детектив Бэ   |
| 2019 | Мисс и миссис Коп                     | детектив Ох   |
| 2022 | Малышка на драйве                     | Нам Анг Боль  |
| 2023 | Криминальный город: Разборки в Пусане | Ким Ян Хо     |

## Телевидение
| Год       | Название                   | Роль          | Примечания          |
| --------- | -------------------------- | ------------- | ------------------- |
| 2001      | Школьная история           | Студент       | Небольшая роль      |
| 2014      | Неудавшаяся жизнь          | Ха Сон Джун   | Второстепенная роль |
| 2016      | Хорошая жена               | Пак До Соб    | Второстепенная роль |
| 2017      | Сильная женщина То Бон Сун | Секретарь Гун | Второстепенная роль |
| 2018      | Жизнь на Марсе             | Хан Чунг Хо   | Второстепенная роль |
| 2019      | Дорогие граждане           | Кан Хён Тхэ   |                     |
| 2019—2020 | Королевство зомби          | Чо Бом Баль   | Второстепенная роль |
| 2020      | Hyena                      | Га Ки Хёк     | Второстепенная роль |
| 2020      | 365: Бросить вызов судьбе  | Пак Ён Киль   | Гостевая роль       |
| 2021      | Чирисан                    | Ким Ун Сун    |                     |
| 2021—2022 | School 2021                | Ли Кан Хун    | Второстепенная роль |
| 2024      | Любовь по соседству        | Юн Мён Ву     | Второстепенная роль |
| 2024—2025 | Игра в кальмара            | Чхве У Сок    | Второстепенная роль |

## Награды и номинации
| Год  | Награда         | Категория                       | Номинированная работа | Результат | Прим.  |
| ---- | --------------- | ------------------------------- | --------------------- | --------- | ------ |
| 2020 | Премия «Пэксан» | Лучший актер второго плана (ТВ) | Hyena                 | Номинация | [ 32 ] |